# Drapelul Liechtensteinului

Raport: 3:5

Steagul Liechtensteinului este format din două benzi orizontale de culori albastră (sus) și roșie (jos) cu o coroană aurie în partea dinspre lance a benzii albastre. Culorile provin probabil din cele ale casei regale a principatului în secolul al XVIII-lea. Coroana a fost adăugată în 1937, după ce echipa Liechtensteinului a descoperit la Olimpiada din 1936 că steagul lor era identic cu steagul Haitiului. Designul coroanei a fost ușor modificat în 1982. 